# Tvedestrand
Tvedestrand é uma comuna da Noruega, com 216 km² de área e 5 887 habitantes (censo de 2004). 

É considerada uma cidade literária desde 2003.      